# 聖羅莎德孔拉拉
32°20′34″S 65°12′32″W / 32.34278°S 65.20889°W
聖羅莎德孔拉拉（西班牙語：Santa Rosa del Conlara），是阿根廷的城鎮，位於該國中北部聖路易省，是胡寧縣的首府，距離聖路易斯207公里，始建於1857年7月7日，海拔高度587米，2010年人口5,511。